# Сабиха Сертел
Сабиха̀ Назмѝ Зекерия̀, след 1934 година Сертѐл (на турски: Sabiha Nazmi Zekeriya Sertel), е турска общественичка, сред първите в Турция професионални журналистки и писателки феминистки. Сабиха Сертел е смятана за „една от най-видните фигури в историята на социализма в Турция“.

## Биография

### В Османската империя
Сабиха Назми е родена в 1895 година в големия македонски град Солун, тогава Османската империя. Последно, шесто дете е в дьонме семейството на митническия служител Назми (1851 – 1920) и домакинята Атие (1872 – 1945). Учи в начално дьонме училище и прогимназия в родния си град (1902 – 1908). От 1908 до 1911 година учи в „Тераки Мектаби“ (Прогресивно училище). Училището оформя у Сабиха позитивистки, дори секуларистки възгледи. За малко продължава образованието си във френския лицей в родния си град. Тъй като в Османската империя жените нямат достъп до университетско образование, тя заедно със свои приятелки основава Тефеюз Джемийети (Прогресивно общество), което събира пари от ученички и плаща на университетските професори да им преподават право, философия, социология и икономика.
На 16 години Сабиха започва да пише есета, свързани с правата на жените, образованието и революцията в списанията „Генч Калемлер“ (Млади пера) и „Йени Фелсефе“ (Нова философия). Сабиха също така критикува догматичните тълкувания на шариата. Сабиха се запознава с писанията на друг автор в „Йени Фелсефе“ – Мехмед Зекерия (1890 – 1980), известен журналист в Солун и Цариград, който също пише върху женски социални проблеми. Зекерия от своя страна, след като прочита статията ѝ „Жената в османското общество“, отличена в 1911 година като най-добра статия на списанието за годината, ѝ предлага брак без да я познава.
По време на Балканската война Сабиха се записва като доброволка медицинска сестра в болницата „Халал-и Ахмер“.
Семейството на Сабиха е против брака ѝ с турчин мюсюлманин, но след като Солун остава в Гърция след Междусъюзническата война в 1913 година, Назми са принудени да емигрират в Цариград, където в нова, преобладаващо турска среда приемат нейното желание и в 1915 година Сабиха и Зекерия се женят. Бракът им е революционен акт и се смята за първия брак между дьонме и мюсюлманин.
В 1917 година ражда първото си дете Севим (1917 – 2003), по-късно журналистка в САЩ. В 1919 година Зекерия основава вестника „Бююк Меджмуа“. Скоро обаче, заради статии критикуващи съглашенската окупация на Цариград, Зекерия е арестуван и редакторството на вестника е поето от Сабиха и вестникът се превръща в трибуна на съпротивата срещу окупацията. В този период Сабиха пише патриотични, националистически и феминистки статии, повлияни от просвещенската мисъл.

### В Съединените щати
В 1919 година Сабиха получава стипендия и заедно с мъжа си и заминава за САЩ, където учи социология в Колумбийския университет. В университета се запознава с марксическата класика, която ѝ повлиява значително – особено „Жената и социализмът“ на Бебел. В Америка Сабиха основава „Тюрк Теавюн Джемейети“ (Турска взаимоспомагателно общество) и събира значителни средства за Националноосвободителната война. Развива и профсъюзна дейност. В 1922 година ражда втората си дъщеря Йълдъз.

### В Турция
След падането на империята, семейството се връща в Турция в юли 1923 година и се установява в Анкара. Със съпруга си започват да пишат по социални, политически и различни обществени въпроси. В 1924 година в Цариград двамата започват да издават интелектуалното списание „Ресимли Ай“ (Илюстрован месец). В него Сабиха поддържа колонка, в която пише за отношенията между мъжа и жената и за мястото на жената в обществото, като поставя под въпрос институцията на брака. Сабиха обвързва феминисткия проблем със социалния и критикува някои жени депутати, както и различни списания за изпадане в абстрактни дискусии. В 1925 година съпругът ѝ е арестуван заради статия в списанието. Той е осъден на три години затвор, а списанието „Ресимли Ай“ спира да се издава за кратко. През това време Сабиха започва да публикува друго издание – „Севимли Ай“. В 1926 година списанието „Ресимли Ай“ започва да излиза отново, заявявайки, че повторнтоо му издание ще отбележи „раждането на нова литература“. Сабиха критикува пречките пред налагането на новия граждански кодекс и в 1928 година пише срещу нежеланието на юристите да допускат жени като свидетели в съда, което води до намеса от страна на Министерството на правосъдието за поддържане на равните права.
В 1930 година Сабиха се кандидатира на местните избори в Цариград. В същата 1930 година Сабиха е призована в съда заради неин превод, в който е видяна критика на Ататюрк. Към края на същата година партньорите на семейството се изтеглят от „Ресимли Ай“ поради дисидентския му профил. В 1931 година Сабиха основава вестника „Сон Поста“ и отново е арестувана за своя статия. тя лежи в затора три години затвор, когато е помилвана с обща амнистия по случай годишнина от обявяването на Турция за република.
В 1934 година семейството започва да публикува вестник „Тан“ (Зора). В колонката си „Гьорюшлер“ във вестника Сабиха критикува новопоявилите си под влияния на надигащите се в Европа фашизъм и нацизъм расистки тенденции в Турция и се сблъсква с прогерманските и антикомунистическите медии в страната. В спомените си Сабиха разказва, че със статиите си в „Тан“ успява да навлезе в политиката.
При налагането на Закона за фамилните имена в Турция в 1934 година Сабиха и Мехмед избират името Сертел (Силна ръка). В 1941 година „Тан“ е временно спрян като властите заявяват, че забраната ще бъде отменена ако Сабиха спре да пише, но тя отказва и пише книга за Втората световна война. В 1941 година Сабиха Сертел е арестувана заради антирасистките си статии. На 4 декември 1945 година крайно десни студенти нападат и унищожават редакцията на вестника. Малко след това Сабиха е арестувана и осъдена на 4 месеца затвор заради статия срещу еднопартийния режим.

### В изгнание
В 1950 година семейство Сертел е принудено да емигрира и живее последователно в Париж, Рим, Виена. В август 1952 година семейството се мести в Будапеща, където Сабиха започва да работи в Будапещенското радио. В 1953 година тя става директор на турската секция в радиото. Сабиха Сертел също така става отговорник на Турската комунистическа партия за Будапеща. В 1956 година семейството се мести в Прага, а след това – в Лайпциг, където работи за Бицим радио. От 1963 година живее в Азербайджан, Съветски съюз. В периода 1963 – 1968 година Сабиха пише спомените си (на турски: İlericilik-Gericilik Kavgasında Tevfik Fikret, Nazım Hikmet’ten ve Sabahattin Ali’den Anılar) и „Роман Гиби“ (Roman Gibi).
На Сабиха Сертел не е позволено да се върне в Турция. Умира от рак на 10 март 1968 година в Баку. Последните ѝ думи са „Колко жалко, имам още толкова да пиша!“

## Творчество
Творби
- Çocuk Ansiklopedisi (4 vols., с Mehmet Zekeriya и Faik Sabri, 1927 – 1928)
- Çitra Roy ile Babası (1936)
- İleri ve Geri Kavgasında Tevfik Fikret (1939)
- Tevfik Fikret-Mehmet Akif Kavgası (1940)
- Tevfik Fikret: İdeolojisi ve Felsefesi (1946) (под заглавието İlericilik-Gericilik Kavgasında Tevfik Fikret, 1965)
- Roman Gibi (1969)[5]

Преводи
- K. Kautsky, Sınıf Kavgası (1934)
- A. Babel, Kadın ve Sosyalizm (1935)
- V. Adoratsky, Diyalektik Materyalizm: Marksizm-Leninizmin Nazari Temeli (1936)
- O. M. Molotov, Yeni Sovyet Rusya ve Esas Teşkilât Kanunu (1936)
- J. Bryce, Demokrasi Nedir (1939)[5]